# Heterorhabdus pacificus
Heterorhabdus pacificus är en kräftdjursart som beskrevs av Brodsky 1950. Heterorhabdus pacificus ingår i släktet Heterorhabdus och familjen Heterorhabdidae. Inga underarter finns listade i Catalogue of Life.